# 522. п. н. е.

## Догађаји
- Дарије Први постао персијски цар. Владао до 485. п. н. е.